# Alberto Villalta
Mauricio Alberto Villalta Ávila (San Salvador; 19 de noviembre de 1947-4 de marzo de 2017) fue un futbolista salvadoreño.

## Trayectoria
Apodado el pechuga, se dio a conocer en el Alianza, donde ganó dos Campeonatos Salvadoreños en 1965-66 y 1966-67 y la Copa de Campeones de la Concacaf 1967. Luego pasó al Sonsonate y al Atlético Marte, club con quien también fue bicampeón de liga y terminó su carrera en 1971.

## Selección nacional
Representó a su país en la Copa Mundial de la FIFA de 1970 en México y en los Juegos Olímpicos de 1968 también en México.

### Participaciones en Juegos Olímpicos
| Torneo                   | Sede   | Resultado    |
| ------------------------ | ------ | ------------ |
| Juegos Olímpicos de 1968 | México | Primera fase |

### Participaciones en Copas del Mundo
| Mundial                        | Sede   | Resultado    |
| ------------------------------ | ------ | ------------ |
| Copa Mundial de Fútbol de 1970 | México | Primera fase |

## Clubes
| Club                | País        | Año       |
| ------------------- | ----------- | --------- |
| Alianza F.C.        | El Salvador | 1964-1967 |
| Sonsonate F.C.      | El Salvador | 1967-1968 |
| C.D. Atlético Marte | El Salvador | 1968-1971 |

## Palmarés

### Títulos nacionales
| Título           | Equipo         | País        | Año     |
| ---------------- | -------------- | ----------- | ------- |
| Primera División | Alianza        | El Salvador | 1965-66 |
| Primera División | Alianza        | El Salvador | 1966-67 |
| Primera División | Atlético Marte | El Salvador | 1968-69 |
| Primera División | Atlético Marte | El Salvador | 1970    |

### Títulos internacionales
| Título                           | Equipo  | País        | Año  |
| -------------------------------- | ------- | ----------- | ---- |
| Copa de Campeones de la Concacaf | Alianza | El Salvador | 1967 |